# Морреге
Морреге (нім. Moorrege) — громада в Німеччині, розташована в землі Шлезвіг-Гольштейн. Входить до складу району Піннеберг. Складова частина об'єднання громад Гест-унд-Марш-Зюдгольштайн.
Площа — 10,76 км2. Населення становить 4516 ос. (станом на 31 грудня 2020).

## Галерея

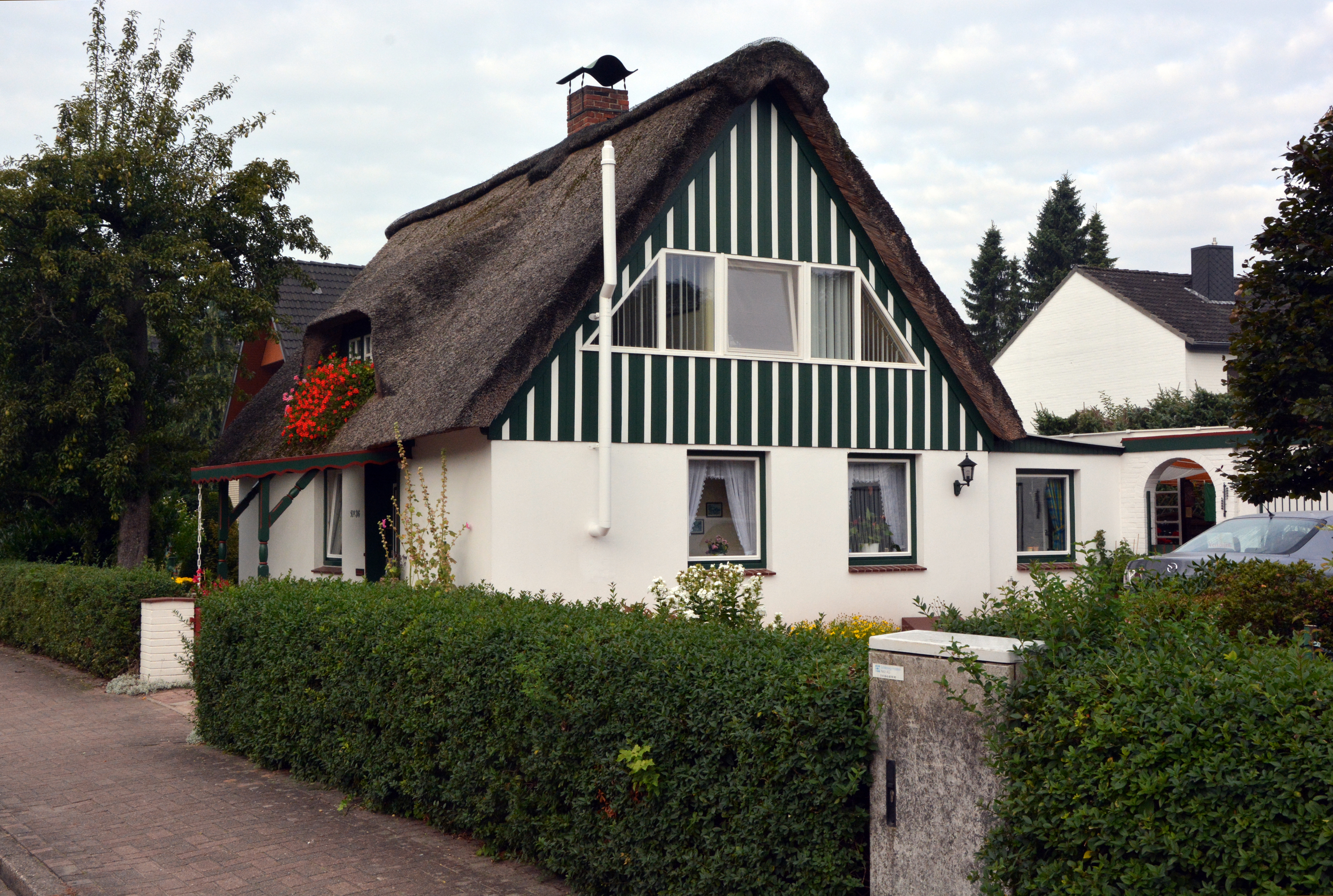